# Curtisella pimploides
Curtisella pimploides är en stekelart som beskrevs av Maximilian Spinola 1851. Curtisella pimploides ingår i släktet Curtisella och familjen bracksteklar. Utöver nominatformen finns också underarten C. p. stephanoides.